# Antonio del Giudice
Antonio del Giudice, III principe di Cellamare e III duca di Giovinazzo (Napoli, 25 agosto 1657 – Siviglia, 16 maggio 1733), è stato un nobile e ambasciatore italiano, al servizio del Regno di Spagna.

## Biografia
Figlio di Domenico del Giudice (1637-1718), duca di Giovinazzo, e di Constanza Pappacoda (sposatisi nel 1653), accompagnò giovanissimo il padre in Spagna e venne educato a Madrid. Il cardinale Francesco del Giudice era suo zio e sarebbe stato una figura importante nella carriera di Antonio del Giudice alla corte spagnola. 
Combatté nella Guerra di successione spagnola (1701-14) al fianco delle forze fedeli a Filippo V di Spagna. Nominato maresciallo di campo dopo la battaglia di Luzzara, passò, in seguito alla fine della campagna in Lombardia, nel regno di Napoli. Fatto prigioniero in seguito alla caduta di Gaeta il 30 settembre 1707, venne liberato nel 1712 e nominato ambasciatore alla corte di Luigi XIV di Francia.
Per aver cospirato, in seguito alla morte del re (1715) assieme col cardinale Giulio Alberoni, contro il reggente Filippo II di Borbone-Orléans, venne arrestato ed esiliato dalla Francia (1718). Tale complotto, passato alla storia come congiura di Cellamare, fu probabilmente orchestrato dal re di Spagna Filippo V.
Tornato in Spagna, ebbe gli incarichi di gobernador y capitán general de las fronteras della Vecchia Castiglia, e caballerizo mayor della Regina. Morì per un attacco apoplettico in seguito ad una lite con José Patiño Rosales.

## Matrimonio e discendenza
Nel 1693 sposò Anna Camilla Borghese (1662-1715), figlia di Giovanni Battista Borghese e vedova di Francesco Maria I Pico della Mirandola (1661-1689), dalla quale ebbe tre figli: 
- Angelo (8 luglio 1694-1° novembre 1694), morto in tenera età
- Angelo Nicola (1696-8 ottobre 1725), premorto al padre
- Costanza Eleonora (4 aprile 1697-18 febbraio 1770), sua erede, sposò Francesco Caracciolo, principe di Villa Santa Maria (1697-1737); il loro unico figlio Nicola (14 agosto 1724-?)[2] morì in tenera età e il principato di Cellamare passò alla famiglia Caracciolo.